# Herzogtum Münsterberg

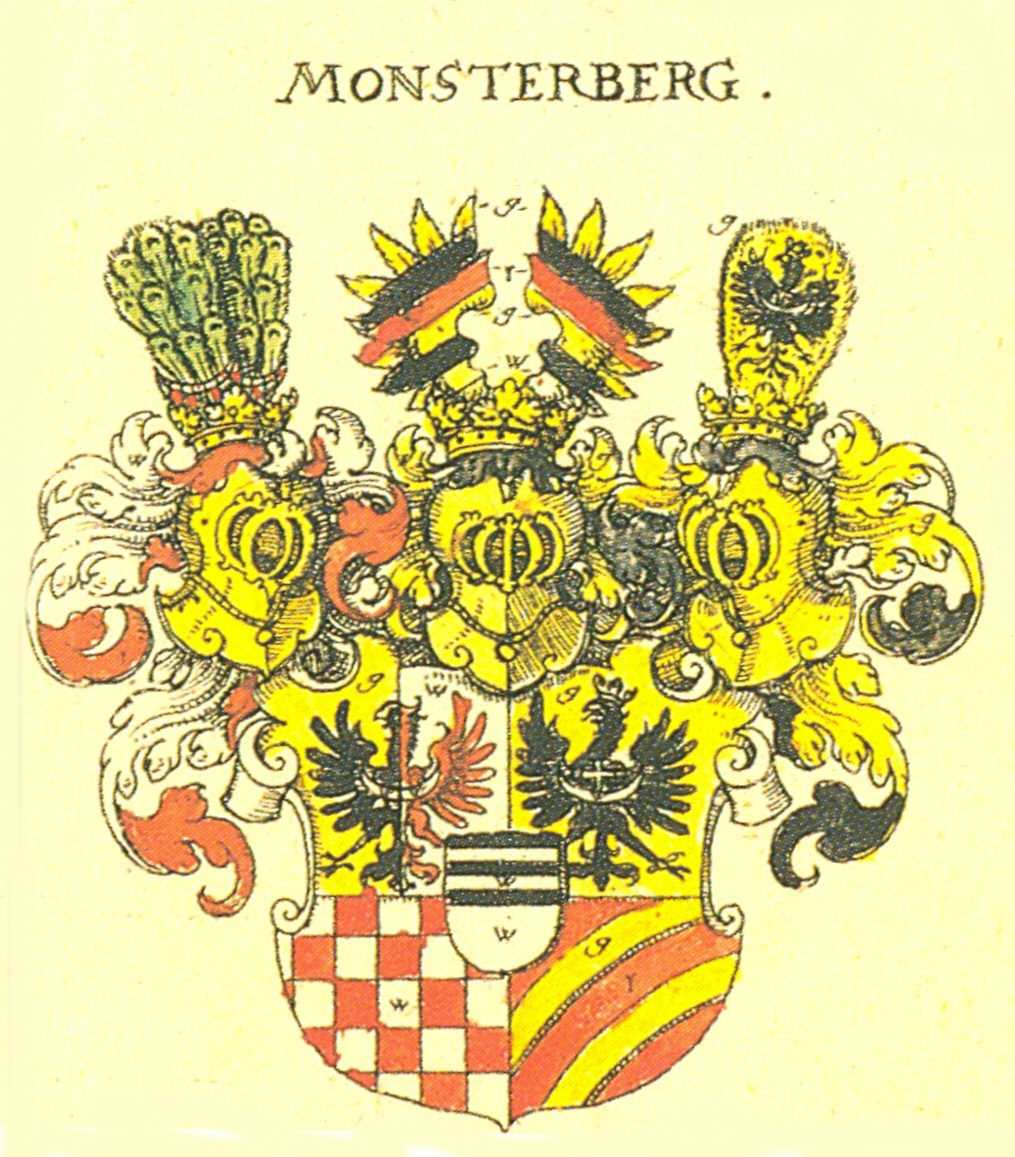
Wappen des Herzogtums Monsterberg in Siebmachers Wappenbuch (1605)

Das schlesische Herzogtum Münsterberg entstand 1321 durch Teilung des Herzogtums Schweidnitz. Es wurde durch Herzog Bolko II. begründet, der 1336 die böhmische Lehenshoheit anerkannte. Residenzort war die Stadt Münsterberg, die 1234 erstmals erwähnt wurde. Bis 1428 wurde es von den Schlesischen Piasten regiert und fiel dann an die Krone Böhmen heim, die es nachfolgend wiederholt verpfändete oder verlehnte. Von 1456 bis 1569 war es mit kurzen Unterbrechungen an Georg von Podiebrad und dessen Nachkommen verlehnt und von 1654 bis 1791 an die Grafen von Auersperg. Nach dem Ersten Schlesischen Krieg 1742 fiel es wie fast ganz Schlesien an Preußen, wo es, herabgesetzt zur Standesherrschaft, fortexistierte.

## Geschichte
Nach dem Tode des Breslauer Herzogs Heinrich IV. 1290 erbte Bolko I. von Jauer-Löwenberg u. a. die Städte Münsterberg und Frankenstein. Um 1300 erbaute er in Münsterberg eine Burg. Nach seinem Tode 1301 wurden seine Besitzungen unter seinen drei Söhnen aufgeteilt. Der jüngste Sohn, Bolko II., erhielt 1321 Münsterberg und nannte sich als erster Herzog von Münsterberg. Er war somit der Begründer der Münsterberger Herzogslinie und residierte auf der Burg. Nachdem er Ansprüche auf das Bistumsland geltend machte, kam es zu einem langjährigen Streit mit dem Bischof von Breslau. Dieser verhängte daraufhin mehrmals das Interdikt über das Herzogtum und belegte den Herzog mit dem Bann. Da sich Bolko II. weigerte, Vasall des böhmischen Königs Johann von Luxemburg zu werden, belagerte sein Sohn, der mährische Markgraf und spätere Kaiser Karl IV. Frankenstein. Daraufhin anerkannte Bolko II. am 29. August 1336 im Vertrag von Straubing die böhmische Lehenshoheit, die schon 1335 mit dem Vertrag von Trentschin zwischen den Königen von Böhmen und Polen vereinbart worden war. Bolko II. starb 1341; er wurde in der Kirche des Klosters Heinrichau beigesetzt, das er zu seinen Lebzeiten stark gefördert hatte.
Bolkos Sohn Nikolaus war Herzog von Münsterberg bis 1358. Bereits im Todesjahr seines Vaters huldigte er 1341 dem böhmischen König Johann von Luxemburg und dessen Sohn Karl IV. Nikolaus’ Nachfolger Bolko III. starb 1410. Die nächsten Herzöge, die Brüder Heinrich II. († 1410) und Johann († 1428), regierten das Herzogtum bis 1420 gemeinsam, danach Herzog Johann allein. Er starb am 27. Dezember 1428 bei der Schlacht bei Altwilmsdorf, die er gegen die Hussiten anführte. Mit ihm erlosch die Münsterberger Linie der Schlesische Piasten im Mannesstamm und das Herzogtum fiel als erledigtes Lehen an den böhmischen Landesherrn Sigismund. Dieser verpfändete es 1429 an Puta d. J. von Častolowitz. Nach dessen Tode 1434 behielt seine Witwe Anna von Kolditz die Pfandbriefe. Trotzdem setzten sich die Münsterberger Stände für Eufemie, verheiratete von Öttingen, ein, die eine Nichte des letzten Piasten Johann von Münsterberg war. Sie erlangte Münsterberg 1435, verzichtete jedoch schon ein Jahr später wegen der anhaltenden Streitigkeiten. Obwohl Anna von Kolditz ihre Besitzungen und die Pfandrechte 1440 an Hynek Kruschina von Lichtenburg verkaufte, den sie kurz darauf ehelichte, kam es erneut zu Nachfolgestreitigkeiten mit dem Münsterberger Ständen, die von mehreren schlesischen Fürsten unterstützt wurden. 
Um seinen Ansprüchen auf Münsterberg Nachdruck zu verleihen, plünderte Hynek Kruschina 1442 das Kloster Heinrichau, das mit der ständischen Opposition besonders verbunden war. Nach langen Verhandlungen wählten die Münsterberger Stände am 25. April 1443 den Troppauer Herzog Wilhelm. Dessen Ansprüche auf Münsterberg wurden doppelt begründet: Er war der Sohn des Přemysliden Přemysl I. von Troppau und der Katharina, die eine Schwester des letzten Münsterberger Piasten Johann († 1428) war. Zudem vermählte er sich kurz zuvor mit Salome, einer Tochter der Anna von Kolditz und des 1434 verstorbenen Puta d. J. von Častolowitz. Wilhelm verbündete sich mit dem Breslauer Bischof und den schlesischen Fürsten, die gegen Hynek Kruschina kämpften, so dass diesem die Ansprüche auf Münsterberg weiterhin verwehrt wurden. Obwohl Kruschina auf die Ansprüche rechtlich nicht verzichtet hatte, wurden die Streitigkeiten zwischen Wilhelm und Kruschina 1444 beigelegt.

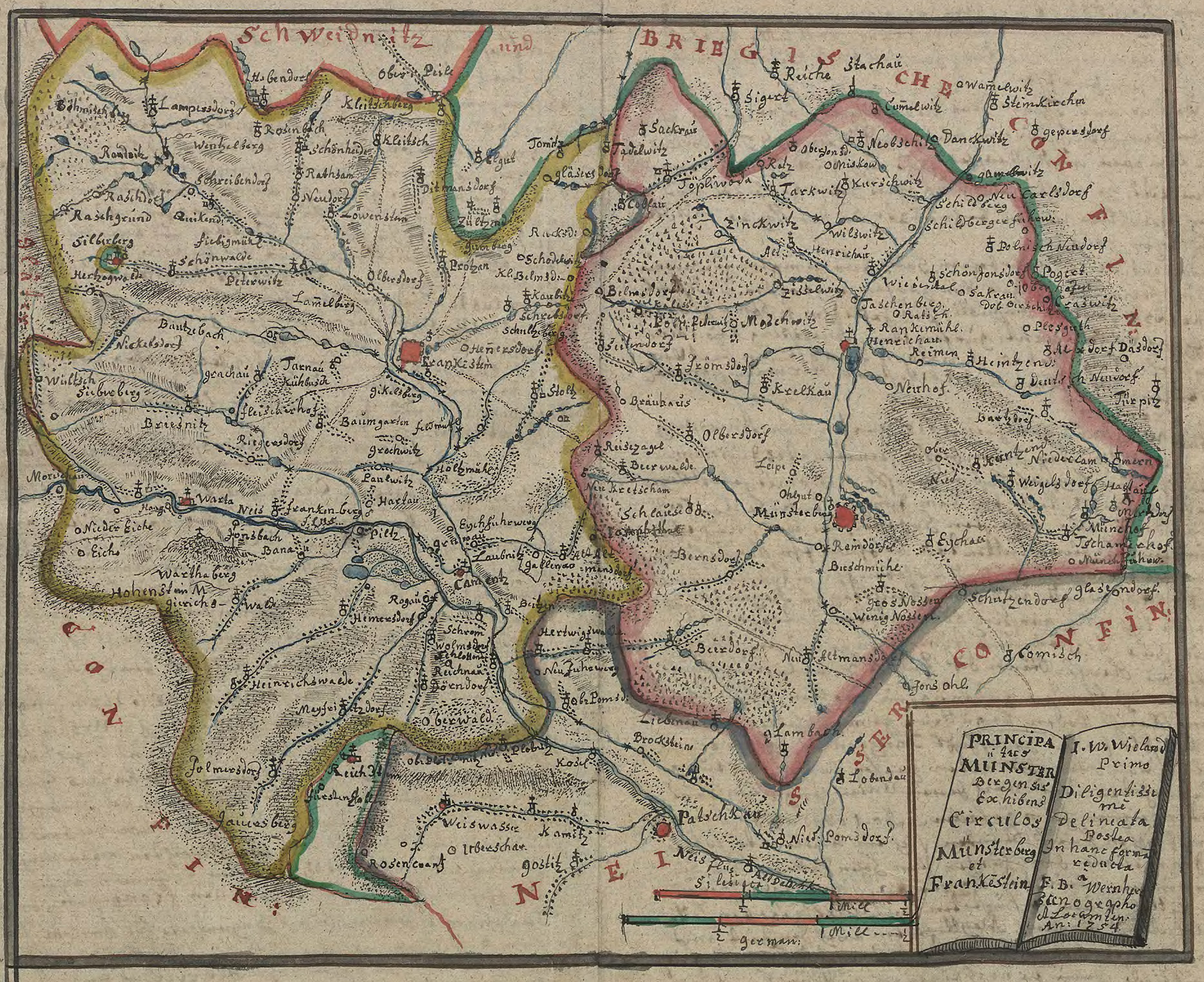
Das Herzogtum Münsterberg um 1750–1800

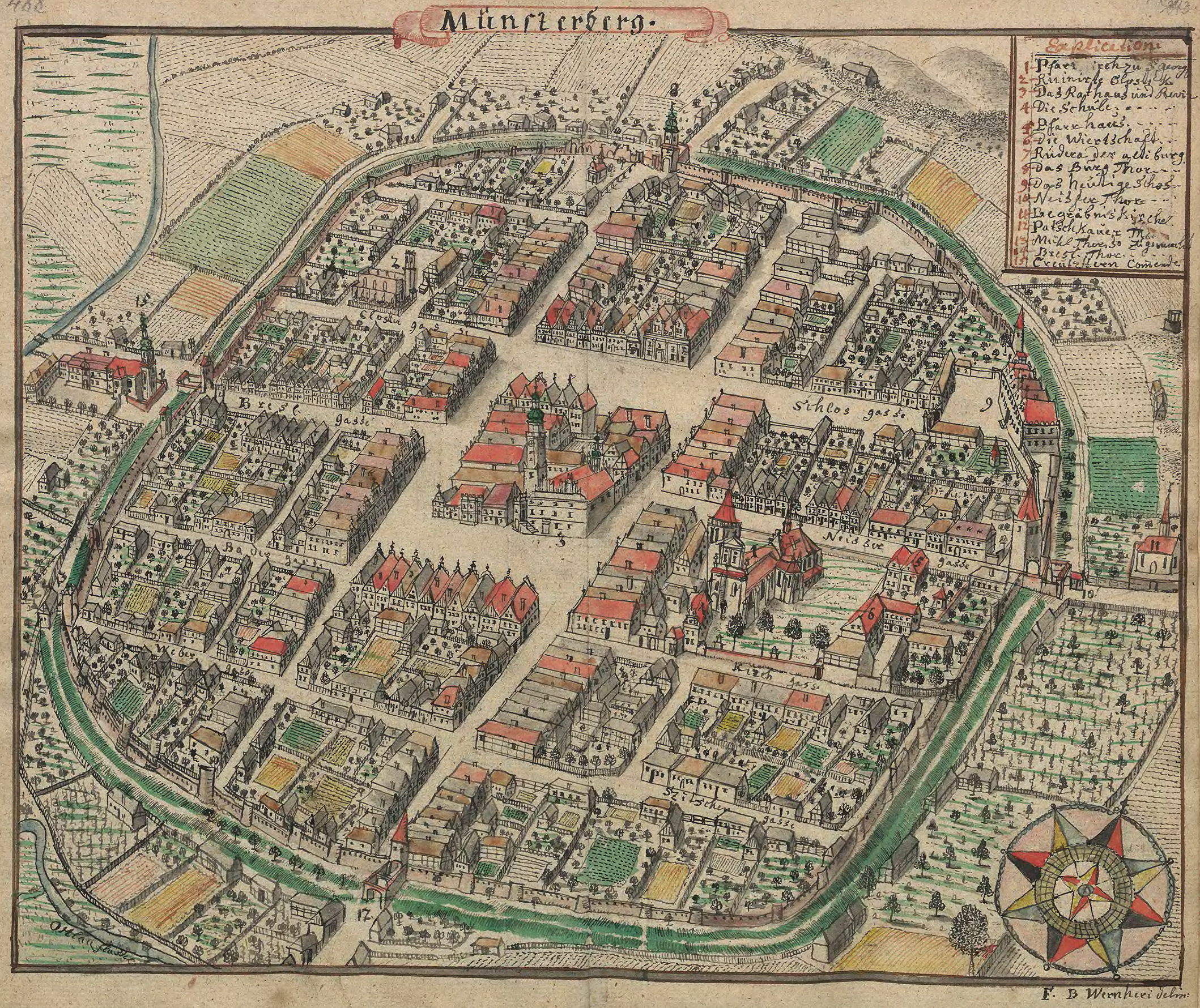
Ansicht der Stadt Münsterberg im 18. Jahrhundert

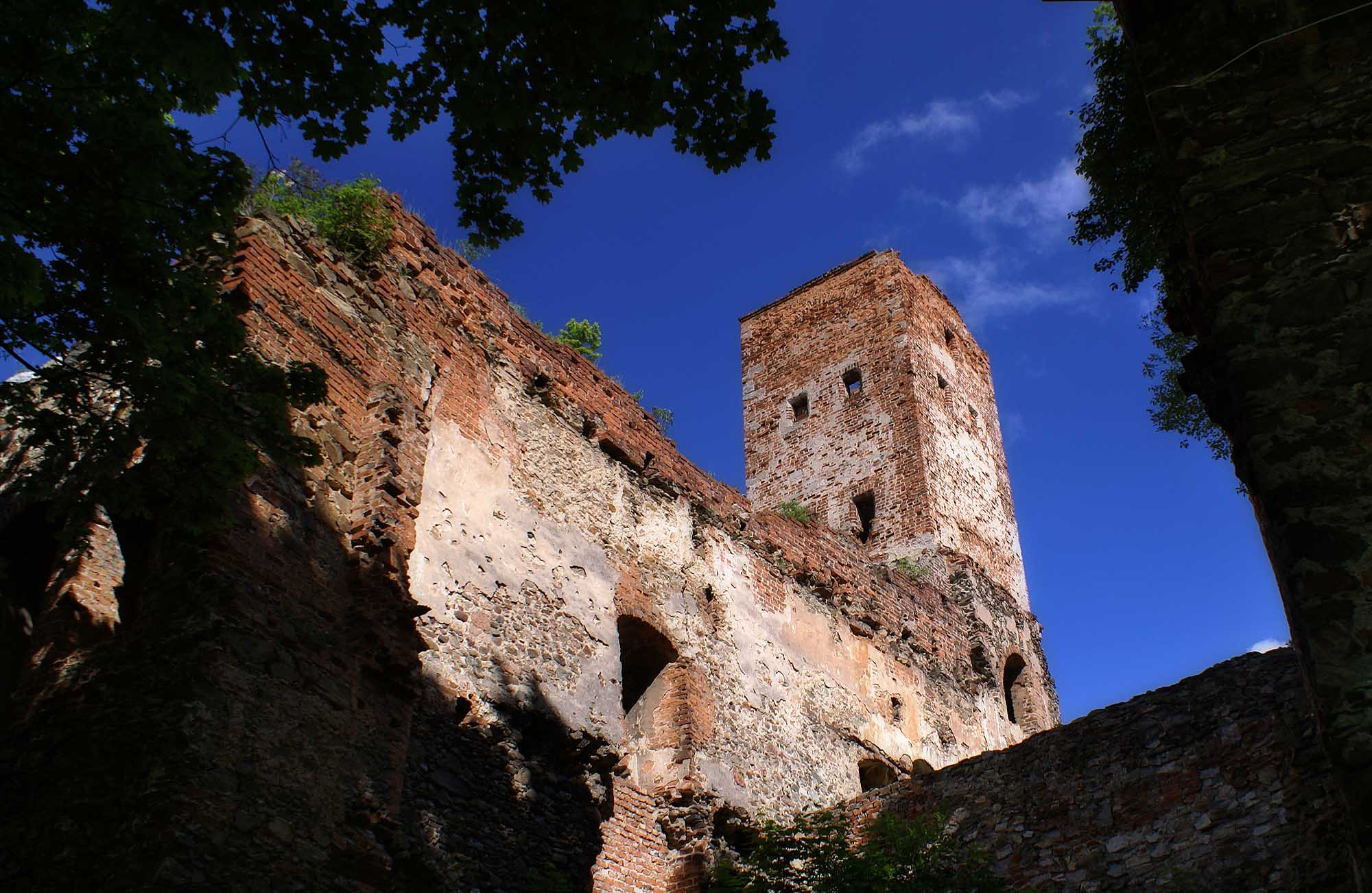
Schloss Frankenstein, Sitz der Landeshauptleute und später der Landesherren

Nach Wilhelms Tod 1452 ging das Herzogtum Münsterberg an dessen Bruder Ernst über, der es 1456 an den böhmischen König Georg von Podiebrad verkaufte. Dieser vererbte seine Besitzungen 1471 an seine Söhne Viktorin, Heinrich d. Ä. und Heinrich d. J. Das Herzogtum Münsterberg erbte Heinrich d. Ä., der mit Ursula von Brandenburg, einer Tochter des Kurfürsten Albrecht Achilles verheiratet war. Dieser erhielt auch Frankenstein, die Grafschaft Glatz, die Herrschaft Hummel und die Herrschaft Nachod sowie die ehemaligen ostböhmischen Besitzungen des Puta d. J. von Častolowitz. 1488 errichtete er in Münsterberg ein Schloss; 1495 musste er das Schloss Podiebrad und die Herrschaft Podiebrad, die nach dem Tod seines Bruders Heinrich d. J. an ihn übergegangen waren, mit dem böhmischen König Vladislav II. gegen das Herzogtum Oels eintauschen. Heinrich d. Ä. residierte in Glatz, wo er 1498 starb.
Ihm folgten in gemeinschaftlicher Regierung die Söhne Albrecht I., Georg I. und Karl I., der ab 1527 das Amt des Oberlandeshauptmanns von Schlesien bekleidete. 1530 verlegte er die Residenz nach Frankenstein, wo er sechs Jahre später starb und in der Pfarrkirche beigesetzt wurde. Seine Söhne Joachim, Heinrich II., Johann und Georg II. unterstützten die Reformation und regierten gemeinsam bis 1542. In diesem Jahre verpfändeten sie das verschuldete Herzogtum an ihren Onkel Herzog Friedrich II. von Liegnitz. Nach dessen Tod 1547 löste der böhmische Landesherr König Ferdinand I. Münsterberg von den Liegnitzer Piasten 1551 wieder ein, wobei ihm zur Auslösung des Pfandes das Kloster Heinrichau und der Landeshauptmann Hans von Oppersdorff Vorschüsse gewährten. 1552 verpfändete es Ferdinand I. an die Königin Isabella von Ungarn. 1559 gelangte an den Podiebrader Herzog Johann, dem seit 1542 das Herzogtum Oels und seit 1548 auch das Herzogtum Bernstadt gehörten.
Nachdem Johanns Sohn und Nachfolger Karl Christoph 1569 kinderlos gestorben war, fiel Münsterberg wiederum als erledigtes Lehen an die Krone Böhmen zurück, wobei die Herren von Podiebrad das Recht erhielten, den Herzogstitel des für sie verlorenen Fürstentums Münsterberg weiterhin führen zu dürfen. Nachfolgend unterstellten sich die Stände von Münsterberg und Frankenstein unmittelbar der Krone Böhmen, indem sie sich von ihrem hoch verschuldeten Landesherrn loskauften. Als Gegenleistung erhielten sie 1570 vom böhmischen König Maximilian II. die Zusage, dass ihr Land künftig stets ein Erbfürstentum bleiben und nie wieder verlehnt und verpfändet werden solle.
1581 erwarb der böhmische Oberstkämmerer Wilhelm von Rosenberg die zum Herzogtum gehörenden Städte Silberberg und Reichenstein, die 1592 sein Bruder Peter Wok von Rosenberg erbte. Er verkaufte beide Städte 1599 an Herzog Joachim Friedrich von Liegnitz-Brieg, wodurch sie dauerhaft aus dem Erbfürstentum Münsterberg gelöst und mit dem Herzogtum Liegnitz-Brieg verbunden wurden.
Gegen die ausdrückliche Zusage des Königs Maximilian II. von 1570, Münsterberg nie mehr zu vergeben, übertrug der böhmische Landesherr Ferdinand III. 1654 das Herzogtum Münsterberg erb- und eigentümlich dem Reichsfürsten Johann Weikhard von Auersperg, der sich Verdienste um das Haus Habsburg erworben hatte. Trotzdem wurde Münsterberg 1707 in die Bestimmungen der Altranstädter Konvention aufgenommen, wodurch eine weitgehende Rückgabe der inzwischen entfremdeten Kirchen an die Evangelischen durchgesetzt werden konnte. Von den 14 Kirchen, die sie dort 1653/54 verloren hatten, wurden ihnen jene neun zurückgeben, deren Gutsherrn protestantisch waren.
Nach dem Ersten Schlesischen Krieg und dem staatsrechtlichen Übergang des größten Teils Schlesiens 1742 an Preußen behielten die Auersperg ihre Besitzungen, übten aber ihre landesherrlichen Rechte nurmehr als Standesherren aus. Im Jahr 1791 veräußerte Fürst Karl Joseph Anton von Auersperg seinen Besitz an den preußischen König Friedrich Wilhelm II.

## Herzöge von Münsterberg
- 1301–1341 Bolko II. († 1341), Sohn Bolkos I.
- 1341–1358 Nikolaus der Kleine († 1358), Sohn Bolkos II.
- 1358–1410 Bolko III. († 1410), 1358–~1366/85 gemeinsam mit Heinrich I., Söhne Nikolaus des Kleinen
- 1410–1420 Heinrich II. († 1420), Sohn Bolkos III.
- 1410–1428 Johann I. † 1428, Sohn Bolkos III. Ende der Herrschaft der Schlesischen Piasten in Münsterberg. Das Herzogtum fiel als erledigtes Lehen an den böhmischen König Sigismund.
- 1429–1434 Pfandherr: Puta d. J. von Častolowitz († 1434)
- 1435–1436 Euphemia († 1447), Schwester Johanns I., verh. Gräfin von Oettingen, verzichtete wegen der anhaltenden Streitigkeiten
- 1437–1440 Pfandherrin: Anna († 1467), Witwe des Puta d. J. von Častolowitz
- 1440–1443 Pfandherr: Hynek Kruschina von Lichtenburg († 1454), erwarb die Pfandbriefe der verwitweten Anna, die er im selben Jahr heiratete
- 1443–1452 Wilhelm († 1452), Sohn des Přemysliden Přemko von Troppau und der Katharina, einer Schwester des letzten Münsterberger Piasten Johann I. († 1428).
- 1452–1456 Ernst († 1464), Bruder von Wilhelm; verkaufte Münsterberg 1456 an den böhmischen König Georg von Podiebrad.
- 1456–1462 Georg von Podiebrad († 1471)
- 1462–1498 Heinrich d. Ä. († 1498), Sohn des Georg von Podiebrad, Reichsfürst, Graf von Glatz, ab 1495 auch Herzog von Oels, gemeinsam mit:
  - 1462–1471 Viktorin († 1500)
  - 1462–1471 Heinrich d. J. († 1492)
- 1498–1536 Karl I. Podiebrad († 1536), Sohn Heinrichs d. Ä., Graf von Glatz; gemeinsam mit:
  - 1498–1502 Georg I. von Podiebrad († 1502), Sohn Heinrichs d. Ä., Herzog von Oels, Graf von Glatz
  - 1498–1511 Albrecht von Podiebrad († 1511), Sohn Heinrichs d. Ä., Graf von Glatz
- 1536–1542 Joachim, Heinrich II., Johann und Georg II. von Podiebrad, Söhne Karls I., verpfändeten Münsterberg an ihren Onkel:
  - 1542–1547 Friedrich II. von Liegnitz († 1547)
- 1547–1552 Ferdinand I.
  - 1552–1559 Pfandherrschaft Isabella von Ungarn
- 1559–1565 Johann von Oels und Münsterberg, Sohn Karls I.
- 1565–1569 Karl Christoph von Münsterberg, Sohn Johanns (starb 1569 ohne Nachkommen; Ende des Hauses Podiebrad in Münsterberg)
- 1569–1654 durch Heimfall an den König von Böhmen
- 1654–1677 Johann Weikhard von Auersperg
- 1677–1705 Ferdinand Franz von Auersperg, Sohn des Johann Weikhard
- 1705–1713 Franz Karl von Auersperg, Bruder des Ferdinand Franz
- 1713–1783 Heinrich Josef Johann von Auersperg, Sohn des Franz Karl
- 1783–1791 Karl Josef von Auersperg
- 1791 Verkauf an die preußischen Hohenzollern
- 1795 Verkauf an Ludwig Wilhelm von Schlabrendorf

## Landeshauptleute des Fürstentums Münsterberg (Auswahl)
- 1681–1702 Heinrich Kahlert, Abt des Zisterzienserklosters Heinrichau
- 1702–1722 Tobias Ackermann, Abt des Zisterzienserklosters Heinrichau
- 1763–1778 Konstantin Haschke, Abt des Zisterzienserklosters Heinrichau
- 1778–1792 Markus Welzel, Abt des Zisterzienserklosters Heinrichau